# Eugen von Schobert
Eugen Siegfried Erich Ritter von Schobert, född 13 mars 1883 i Würzburg, död 12 september 1941 i närheten av Mykolajiv, Ukrainska SSR, var en tysk generalöverste.

## Biografi
Eugen von Schobert tog år 1902 värvning i den kungliga bayerska armén. År 1910 ingick han i 1:a infanteriregementet. Under första världskriget stred von Schobert på västfronten. I september 1917 fick han befäl över 3:e infanteribataljonen. Under det sista krigsåret sårades han och blev dekorerad för detta samt för visat mod. År 1921 gifte sig von Schobert med Alice Rieder-Gollwitzer och fick tillsammans med henne två söner och en dotter.
von Schobert påbörjade 1927 sin tjänstgöring vid Reichswehrministerium (Rikskrigsministeriet), där han kom att tillhöra avdelningen för inspektion av infanteriet. Från 1933 till 1934 var han inspektör av infanteriet. Därefter förde han befälet över 17:e infanteridivisionen och 33:e infanteridivisionen. Från 1938 ledde von Schobert VII. Armeekorps, som bland annat stred i Polen 1939.
I början av Operation Barbarossa, Tysklands anfall på den tidigare bundsförvanten Sovjetunionen, förde von Schobert befäl över 11. Armee. Vid en spaningsflygning den 12 september 1941 tvingades hans Fieseler Storch att landa i ett minfält. Både von Schobert och hans pilot, Luftwaffe-kapten Wilhelm Suwelack (född 1899), omkom.
von Schobert var delaktig i Förintelsen genom sitt samarbete med Einsatzgruppe D, en mobil insatsgrupp som bland annat opererade i södra Ukraina.

## Befordringshistorik
| Datum           | Tjänstegrad            |
| --------------- | ---------------------- |
| 5 juli 1902     | Fänrik                 |
| 9 mars 1904     | Löjtnant               |
| 7 mars 1912     | Överlöjtnant           |
| 9 augusti 1915  | Kapten                 |
| 1 januari 1924  | Major                  |
| 1 april 1929    | Överstelöjtnant        |
| 1 april 1932    | Överste                |
| 1 oktober 1934  | Generalmajor           |
| 1 januari 1937  | Generallöjtnant        |
| 1 februari 1938 | General av infanteriet |
| 19 juli 1940    | Generalöverste         |

## Utmärkelser
- Riddarkorset av Järnkorset
- Riddarkorset av Max-Josefsorden
- Järnkorset av första klassen
- Järnkorset av andra klassen
- Ärekorset
- Såradmärket i svart
- Wehrmachts tjänsteutmärkelse